# Geositta
Geositta (Holengravers) is een geslacht van zangvogels uit de familie ovenvogels (Furnariidae).

## Soorten
Het geslacht kent elf soorten:
- Geositta antarctica – Patagonische holengraver
- Geositta crassirostris – Diksnavelholengraver
- Geositta cunicularia – Gewone holengraver
- Geositta isabellina – Izabelholengraver
- Geositta maritima – Grijze holengraver
- Geositta peruviana – Kustholengraver
- Geositta poeciloptera – Camposholengraver
- Geositta punensis – Punaholengraver
- Geositta rufipennis – Roodbandholengraver
- Geositta saxicolina – Donkervleugelholengraver
- Geositta tenuirostris – Dunsnavelholengraver